# 1329
Cette page concerne l'année 1329  du calendrier julien. Pour l'année 1329 av. J.-C., voir 1329 av. J.-C.
L'année 1329 est une année commune qui commence un dimanche.

## Événements
- 27 février : mort du grand Khan des Mongols Koutchala. Togatémur remonte sur le trône (fin en 1332)[1].
- 1er juin : Andronic III Paléologue intervient en Asie contre les Ottomans[2].
- 10 - 11 juin : les Byzantins sont vaincus à la bataille de Pélékanon par les Ottomans qui s’emparent de Nicée (1331).

- Prise et pillage de Tombouctou par les Mossi du Yatenga[3].

### Europe
- 15 janvier[4] : Azzon Visconti achète la charge de vicaire impérial de Milan à l'empereur Louis de Bavière (Fin en 1339). Il étend la domination de Milan sur presque toute la Lombardie[5].
- 5 mars : couronnement à Pampelune des souverains de Navarre Jeanne II et son époux Philippe III.
- 27 mars : bulle In agro dominico[6]. Le pape Jean XXII condamne posthumément certains points de la doctrine de maître Eckhart, inspirée du néoplatonisme du pseudo-Denys.

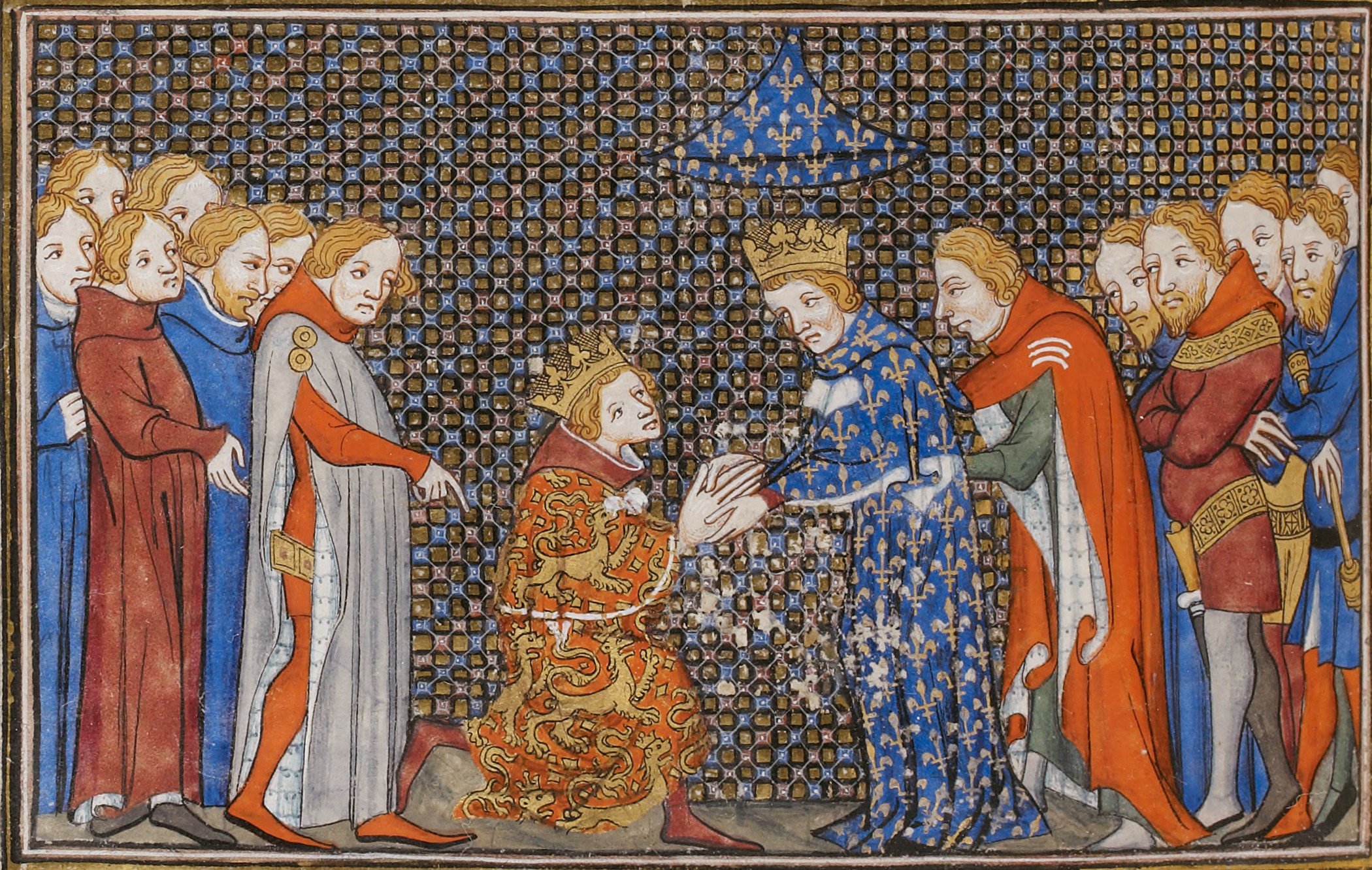
6 juin : hommage d'Édouard III à Philippe VI dans la cathédrale d'Amiens. Grandes Chroniques de France, Jean Froissart, XVe siècle

- 6 juin : le roi d'Angleterre Édouard III prête solennellement hommage à Amiens au roi de France Philippe VI pour ses possessions françaises : la Guyenne et le Ponthieu, en présence du roi de Bohême Jean Ier de Luxembourg[7].
- 7 juin : début du règne de David II Bruce, roi d'Écosse (jusqu'en 1371)[8].
- 3 août : le Palatinat est séparé de la Bavière par le pacte de Pavie[9].
- 9 septembre[10] : dernier bûcher connu contre des cathares à Carcassonne.
- Octobre : Visite de Marguerite de France en Flandre[11].
- 4 novembre : Aymon de Savoie devient comte de Savoie[12].

- Insurrection à Chio contre Martino Zaccaria dirigée par Léon Kalothétos. Celui-ci parvient à prendre le gouvernement de l'île et Andronic lui envoie une flotte de secours à l'automne. Zaccharia est arrêté, amené en captivité à Constantinople tandis que Kalothétos se voit confier le gouvernement de l'île, devenue domaine impérial[13].